# کوبلین-چیشمه
کوبلین-چیشمه (به لهستانی:  Kobylin-Cieszymy) یک روستا در لهستان است که در گمینا کوبلین-بوژمه واقع شده‌است.